# Bitwa pod Pastuchami

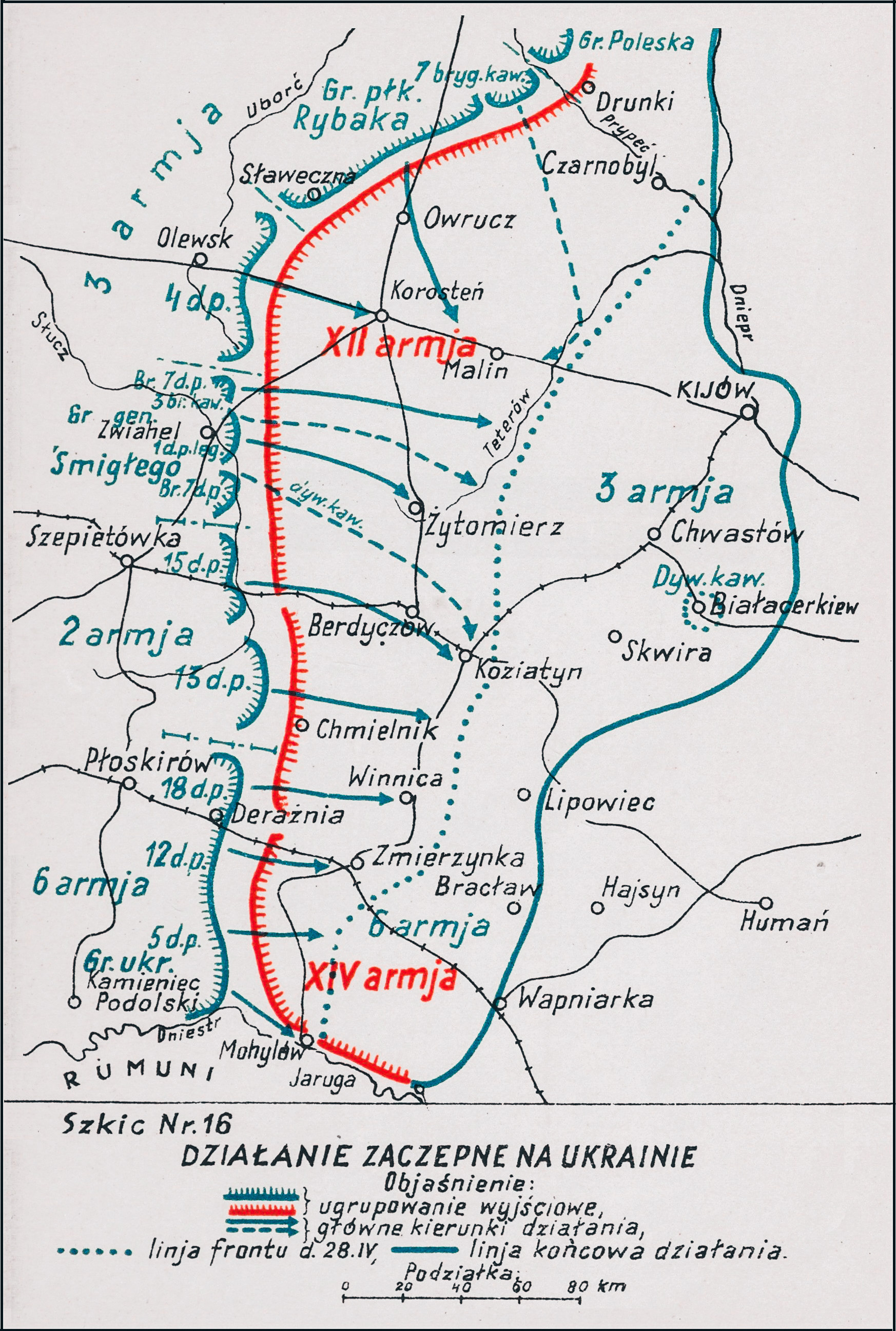
Adam Przybylski,
Wojna Polska 1918–1921

Bitwa pod Pastuchami – walki polskiego 62 pułku piechoty z oddziałami sowieckiej 44 Dywizją Strzelców toczone w okresie operacji kijowskiej w czasie wojny polsko-bolszewickiej.

## Sytuacja ogólna
25 kwietnia rozpoczęła się polska ofensywa na Ukrainie. Zgrupowane na froncie od Starej Uszycy nad Dniestrem po Prypeć trzy polskie armie uderzyły na wschód. Po stronie sowieckiej broniły się sowieckie 12 Armia Siergieja Mieżeninowa i 14 Armia Ijeronima Uborewicza posiadające w swoim składzie siedem dywizji strzelców i jedna dywizję kawalerii.
Główne uderzenie wykonywała 3 Armia marsz. Józefa Piłsudskiego. Wydzieliła ona ze swoich sił grupę operacyjną gen. Edwarda Rydza-Śmigłego, która atakując po obu stronach szosy Zwiahel - Żytomierz, na froncie szerokości 60 km parła na Kijów. 
Na południe od grupy operacyjnej gen. Śmigłego działała 2 Armia gen.  Antoniego Listowskiego w składzie 13. i 15 Dywizja Piechoty oraz ukraińska 6 Siczowa Dywizja Strzelców. Armia ta uderzała w ogólnym kierunku na Berdyczów i Samhorodek.

## Walki pod Pastuchami
25 kwietnia zgrupowana nad Słuczem 15 Wielkopolska Dywizja Piechoty przystąpiła do natarcia. Maszerowała po obu stronach linii kolejowej Szepetówka-Połonne-Berdyczów-Koziatyn.
Jej prawe skrzydło tworzyła grupa gen. Anatola Kędzierskiego w składzie 61. i 62 pułk piechoty. Grupa otrzymała zadanie działać w kierunku na Berdyczów.
26 kwietnia wielkopolskie pułki podeszły pod Berdyczów i zaatakowały dworzec kolejowy broniony przez oddziały 44 Dywizji Strzelców. Opór przeciwnika szybko złamano i do wieczora opanowano całe miasto.
Po opanowaniu Berdyczowa 62 pułk piechoty skierował się przez Koziatyn na Pikowiec. Pod Pastuchami pułk odciął odwrót wycofującej się z Berdyczowa, a eskortowanej przez pododdział 44 DS, sowieckiej kolumnie taborowej.
Po krótkiej wymianie strzałów zdemoralizowani czerwonoarmiści złożyli broń.

## Bilans walk
W potyczce pod Pastuchami polski 62 pułk piechoty wziął do niewoli 392 sowieckich jeńców w tym 32 oficerów. Przejęto też ewakuowany z Berdyczowa transport broni i amunicji. Było w nim między innymi dziesięć dział, 208 karabinów maszynowych, 3500 karabinów i 100 000 granatów ręcznych.